# Ủy ban Luật gia Quốc tế
Ủy ban Luật gia Quốc tế, viết tắt theo tiếng Anh là ICJ (International Commission of Jurists) là một tổ chức phi chính phủ, phi lợi nhuận quốc tế hoạt động trong lĩnh vực luật và nhân quyền.
ICJ thành lập năm 1952 tại International Congress of Jurists ở West Berlin.
ICJ hiện có nhóm 60 luật gia nổi tiếng (bao gồm cả thẩm phán cao cấp, các luật sư và các viện sĩ hàn lâm) dành riêng để đảm bảo sự tôn trọng các tiêu chuẩn nhân quyền quốc tế thông qua pháp luật.
ICJ đảm bảo sự phát triển tiến bộ và thực hiện có hiệu quả các quyền con người quốc tế và luật nhân đạo quốc tế; bảo đảm thực hiện các quyền dân sự, văn hóa, kinh tế, chính trị và xã hội; bảo vệ sự phân chia quyền lực; và đảm bảo sự độc lập của ngành tư pháp và nghề luật.

## Mục tiêu
ICJ phấn đấu:
- Một thế giới mà trong đó, thông qua Rule of Law (Thống trị của Luật), xã hội dân chủ và hòa bình đạt được, quyền lực bị ngăn cản, quyền và tự do được mở rộng, và công bằng xã hội được chấp nhận.
- Một thế giới mà trong đó, thông qua Rule of Law, tất cả mọi người có thể nhận thức và thực hành, không phân biệt đối xử, các quyền dân sự, văn hóa, kinh tế, chính trị, xã hội, trong đó các quyền bị thiệt thòi nhất được đặc biệt đề cập.
- Một thế giới mà trong đó tất cả mọi người đều bình đẳng trước pháp luật 
  - Được bảo vệ khỏi những vi phạm nhân quyền của pháp luật và trong thực tế;
  - Trong đó những người cầm quyền phải chịu trách nhiệm đối với hành vi vi phạm quyền con người;
  - Công lý được quản lý theo thủ tục pháp luật;
  - Nơi nạn nhân được tiếp cận với các biện pháp và công lý có hiệu quả;
  - Những người đến trước khi Toà án thụ lý xét xử công bằng và không bao giờ phải đối mặt với án tử hình.[1]